# دوري كرة القدم الإنجليزي 1905–06
دوري كرة القدم الإنجليزي 1905–06 هو موسم من دوري كرة القدم الإنجليزي. أقيم خلال الفترة 2 سبتمبر 1905 وحتى 30 أبريل 1906، وفاز فيه نادي ليفربول.